# أوكسيرينخوس
أوكسيرينخوس ،Oxyrhynchus تعني الأنف الحاد، وهي مدينة مصرية، قبطية، قديمة تقع في صعيد مصر، وباللغة العربية المصرية الحديثة يطلق عليها البهنسة، تقع على بعد 160 كيلو متراً من جنوب غرب القاهرة في محافظة المنيا. تُعد أيضاً موقعاً أثرياً، وإحدى أهم الاكتشافات الأثرية على الإطلاق. وتم التنقيب باستمرار عن المنطقة المحيطة بأوكسيرينخوس في القرن الماضي ، مثمراً هذا التنقيب عن مجموعة هائلة من النصوص البردية، والتي تعود إلى العصور البطلمية والرومانية في تاريخ مصر. ومن ضمن النصوص المتكشفة في أوكسيرينخوس: مسرحيات ميناندر، مقتطفات من إنجيل توماس، ومقتطفات من أعمال إقليدس.

## أصل الكلمة
سميت المدينة نسبةً إلى وجود نوع من أنواع السمك في نهر النيل في أسطورة مصرية مهمة. وبالرغم من ذلك ليس معروفاً بالضبط أي صِنفٍ من الأسماك تلك. ونسبةً إلى المورميد: وهو سمك يوجد في المياه العذبة وهو متوسط الحجم ويوجد في مختلف الأعمال الفنية المصرية وغيرها. بعض أنواع المورميد لديها خطوم مقدسة ونسبةً لها تمت تسميتهم بالاسم الشائع بين علماء البحار وعلماء الحيوانات «خرطوم الفيل». ويوجد في مدينة أوكسيرينخوس عينة لإحدى الأسماك المقدسة والتي بها العديد من صفات المورميد بالضبط مثل وجود زعنفة إخراجية طويلة، وزعنفة ذيلية صغيرة، وزعانف في الصدر والحوض متباعدة على نطاق واسع، وبالطبع خطم مقوس.

## تاريخها

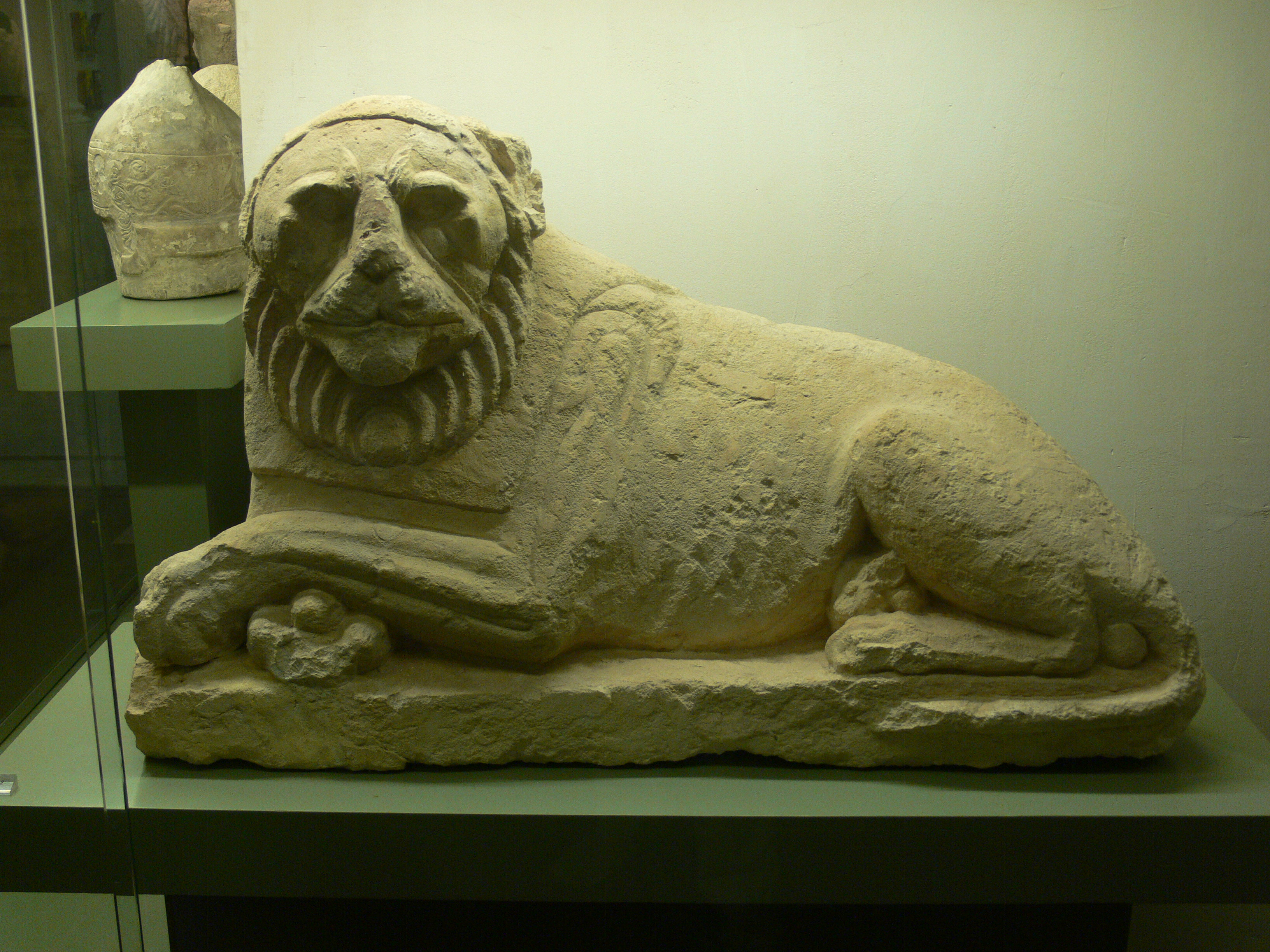
الأسد الكاذب - متحف ألارد بيرسون

تقع أوكسيرينخوس غرب مسار نهر النيل، وتطل على بحر يوسف، وهو فرع من فروع نهر النيل الذي يصب في بحيرة قارون و واحة الفيوم. كان يوجد في عصور مصر القديمة مدينة في المكان ذاته تسمى بئر مدجيد، والتي كانت عاصمة التسعة عشر كور العليا المصرية. وبعد أن هزم الإسكندر الأكبر مصر عام 332 قبل الميلاد، أُسِسَت المدينة من جديد كمدينة إغريقية، وسُمِّيَت أوكسيرينخوس بوليس. وتعني مدينة السمك ذات الخطم المقوس.
كانت أوكسيرينخوس في العصر الهيلينستي عاصمة إقليمية مزدهرة، وكانت ثالث أكبر مدينة في مصر. بعد أن أصبحت مصر بلد مسيحي، أضحت أوكسيرينخوس مشهورة بالعديد من كنائسها وأديرتها. ظلت مدينة بارزة في العصور الرومانية والبيزنطية، وعلى الرغم من ذلك انحدرت تدريجياً. أما بعد دخول العرب مصر حوالي عام 641، انهار نظام القناة المائية التي تعتمد عليه المدينة دون إصلاح، وَهُجِرَت أوكسيرينخوس. أما اليوم فتحتل مدينة البهنسة جزء من الموقع الأثري القديم.
ألقى سكان مدينة أوكسيرينخوس النفايات لمدة تزيد عن ألف عام في سلسلة من المواقع في رمال الصحراء خارج حدود المدينة. والحقيقة بأن المدينة بُنِيَت على قناة مائية وليس نهر النيل نفسه، هي حقيقة مهمة، لأن هذا يعني أن المنطقة لم تُغمَر بفيضان نهر النيل كل عام كما حدث في المناطق الموجودة على طول ضفة النهر. ولذلك فعندما جفّت القناة، تراجع جدول المياه ولم يفِض مرة أخرى. والمنطقة الواقعة غرب نهر النيل لا تَهطُل بها الأمطار بالفعل. ولذلك فنفايات أوكيرينخوس الملقاة من قبل قد غُطَّت بالتدريج بالرمال ونُسِيَت لألف عامٍ أخرى.
ولأن المجتمع المصري حُكِمَ حُكمَاً بيروقراطياً تحت ظل حكم الرومان[ ؟ ] والإغريق، ولأن أوكسيرينخوس كانت عاصمة التسعة عشر كوراً، فقد احتوت نفايات المدينة على كمية هائلة من الورق: حسابات، ضرائب، عائدات، تعداد، فواتير، إيصالات، موافقات على أمور إدارية، وعسكرية، ودينية، واقتصادية، وسياسية، وشهادات وتراخيص من كل نوع. وكانت المكاتب الحكومية تتخلص من كل هذا دورياً، عن طريق وضعها في سلال لدنة والتخلص منها في الصحراء. وأضاف بعض المواطنين أوراقهم غير المرغوب فيها إلى ذلك. ولأن ورق البردي كان مكلفاً، فكان يُعاد استخدام الورق: على وجه مستند يشمل حسابات مزرعة ما، والوجه الآخر نص عن هومير يخص طالباً. ولذلك فإن ورق البردو في أوكسيرينخوس يُعَد سِجِّل كامل للحياة في المدينة، وللحضارات والإمبراطوريات التي كانت المدينة جزءً منها.
لم يتم التنقيب عن موقع مدينة أوكسيرينخوس ذاتها، حيث بُنِيَت المدينة المصرية الحديثة فوقها، ولكن يُعتَقَد أن تحتوي المدينة على العديد من المباني العامة، حيث تضم مسرحاً يستوعب إحدى عشر ألف متفرج، وميدان لسباق الخيل، وأربعة حمامات عامة، وحجرة للألعاب الرياضية، وميناءين يقعان على بحر يوسف. يوجد أيضاً على الأرجح مبانٍ عسكرية مثل الثكنات وذلك منذ أن دعمت المدينة ثكنة عسكرية في عديد من الأحداث خلال العصور الرومانية والبطلمية. ضمت مدينة أوكسيرينخوس خلال العصور الإغريقية والرومانية معابد لسيرابيس، زيوس-آمون،هيرا-إيزيس، أتارجيتس-بيثنيس وأوزوريس. كان هناك أيضاً معابد إغريقية لديميتر، ديونيسوس، هيرميس، وأبولو[ ؟ ]، وكذلك معابد رومانية لجوبيتر كابيتولينوس ومارس. أما في الحقبة المسيحية، فكانت أوكسيرينخوس مقر الأسقفية، والمدينة الحديثة لا يزال بها العديد من الكنائس القبطية.
وحينما زار فلندرز بترى أوكسيرينخوس عام 1992، وجد بقايا الأروقة والمسرح. أما الآن فَمُتَبَقِّى جزء من عمود واحد فقط: فقد تم اكتساح كل شئٍ آخر لبناء المساكن الحديثة.

## التنقيب
في عام 1882، بينما كانت مصر لا تزال اسماً، جزء من الامبراطورية العثمانية، إلا أنها اندرجت تحت حكم بريطاني، وبدأ علماء الآثار البريطانيون الاكتشاف المنظم للمدينة. ولأن أوكسيرينخوس لم تكن موقعاً قديماً مصرياً ذو أهمية، فلقد أُهمِلَت حتى عام 1896 عندما بدأ مكتشفين صغار في اكتشافها وهما برنارد غرينفل وآرثر هانت. وكانا زميلان سوياً في كلية الملكة بأكسفورد. كتب جرنفل: 
 وأضاف

ومع ذلك، أدركا في وقت قصير جداً ما قد وجدوا. التوليفة الفريدة للمناخ والظروف قد تركت في أوكسيرينخوس أرشيفاً غير معهود عن العالم القديم وذكر جرنفل
وأضاف 
كان اهتمام غرينفل وهانت الرئيسي هو مدى إمكانية أن تكشف أوكسيرينخوس عن روائع الأدب الإغريقى القديم، وذلك لكونهم رجال بريطانيين، متعلمين تعليم كلاسيكي. فعلى سبيل المثال عَرَفوا أن دستور أثينا الذي كتبه أرسطو، قد اكتُشِفَ في برديات مصرية عام 1890. ألهمهم ذاك الأمل وخلفائهم يُمَحِّصوا جبال القمامة في أوكسيرينخوس لمدة قرن آت. كؤفِئَت جهودهم بما فيه الكفاية: فقد أشارت التقديرات إلى أن أكثر من 70% من جميع البرديات الأدبية المتكشَفَة حتى الآن، يتم اكتشافها في أوكسيرينخوس سواء نسخ الأعمال المعروفة بشكل جيد ( كثير من النسخ تشير بشكل أقرب للأصول أكثر من الموجودة في مخطوطات القرون الوسطى ) أو أعمال من التراث غير معروفة مسبقاًلكُتَّاب عظماء.
ومع ذلك، وسط آلاف البرديات المكتَشَفَة في أوكسيرينخوس، 10% فقط منها برديات أدبية. أما الباقى فيُعَد ضمن مستندات عامة وخاصة: رموز، مراسيم، مراسلات رسمية، تعداد، ضرائب مقررة، التماسات، سجلات محكمة، مبيعات، عقد إيجار، وصايا، فواتير، حسابات، قوائم جرد، خرائط أبراج، ورسائل خاصة. مع ذلك، وجد جرنفل وهانت نصوص كافية لاهتماماتهم العامة لتجعلهم يستمروا في أملهم لإجاد المزيد. لقد وجدوا اجزاء من العديد من المسرحيات المفقودة لسوفوكليس مثل إيشنيوتاي، والعديد من الكتب والمقتطفات الأخرى، محتويةً على أجزاء مما بدا إنجيلاً مسيحياً غير معروفاً. خطفت تلك الاكتشافات الخيال العام، وأرسل جرنفل وهانت مقالات وصور للصحف في بريطانيا، مناقشين أهمية عملهم، طالبين التبرعات من أجل أن يستمروا فيه.
وجانباً، كرَّس غرينفل وهانت حياتهما للعمل على المواد المستكشفة من أوكسيرينخوس وذلك منذ الحرب العالمية الأولى. لمدة عشر سنوات، منذ عام 1896 وحتى عام 1906، كل شتاء، وذلك حينما يكون الطقس المصري محتمل، يشرف غرينفل وهانت على المئات من العمال المصريين، منقبين في أكوام القمامة، يحفروا عن طبقات من ورق البردى مكدسة بإحكام ومختلطة بالتراب. مدققين في الاكتشافات، وتنظيفها جزئياً وترسل عن طريق السفن لأصولهما في أوكسفورد. أما خلال الصيف، فيعمل غرينفل وهانت على تنظيف، وتخزين، وترجمة، ومقارنة ما تم تجميعه خلال العام، جامعين النصوص الكاملة من عشرات المقتطفات. وفي عام 1898، نشرا أول مستوى من اكتشافاتهما. عمل كلاهما معاً، كلاً يراجع ما كتبه الآخر، ناشرين النتيجة سوياً. وفي عام 1926، توفي غرينفل تاركاً هانت ليكمل مسيرة العمل مع آخرين حتى جاءت وفاة هانت نفسه عام 1943. في غضون ذلك، أتت حفريات إيطالية للموقع وكان عملهم من عام 1910 وحتى عام 1934، وقد ألفت الضوء على برديات أخرى عديدة، بما فيها أجزاء إضافية من لفات ورق البردي والتي من ضمنها أجزاء اكتُشِفَت عن طريق غرينفل وهانت.

## الاكتشافات
تم العثور على العديد من النصوص الإغريقية القديمة في أوكسيرينخوس، على الرغم من عدم بلوغ الأمل في العثور على كل الأعمال الأدبية التي كتبت في العصور القديمة في اوكسيرينخوس. وتشمل تلك النصوص قصائد لبندار، ومقتطفات لسافو الكايوس، جنباً إلى جنب مع أكبر قطعة من الكمان، وابيكوس، وكورينا.
كان هناك أيضاً العديد من بقايا هيبسيبل يوريبيديز، وهي أجزاء من ملاهات ميناندر، وجزء كبير من إيشينوتاى سوفوكليس. أيضاً اكتشاف الرسوم البيانية الأقدم وأكثرهم اكتمالاً لأعمال إقليدس. العمل التاريخى المعروف بهيلانيكا أوكسيرنخيا هو اكتشاف آخر مهم. وكاتبها غير معروف، ولكن ربما يكون إيفورس، أو كما يعتقد حالياً العديد أنه كراتيبوس. اكتُشِفَ أيضاً حياة يوريبيديس الذي كتبه ساتيروس البيريباتيتك، بينما خلاصة سبعة من 107 كتاب ضائع لليفى كان أكثر اكتشاف أدبى مهم باللاتينى.
يعد ميناندر الكتاب المسرحى الأثينى هو المؤلف الكلاسيكى المستفيد جداً من الاكتشافات في أوكسيرينخوس ( 342- 291 قبل الميلاد ). والذي كانت ملاهاته مشهورة جداً في العصور الهلينيستية، والذي وُجِدَت عماله كثيراً على مقتطفات من البردى. وجدت مسرحيات ميناندر في شكل مقتطفات في أوكسيرينخوس متضمنة ميسومينوس، الاكساباتون، ابتريبونتس، كاركيدونيس، ديسكولوس وكولاس. رفعت الأعمال التي وجدت في أوكسيرينخوس من قدر ميناندر جداً بين كلاسيكيي وباحثي المسرح الإغريقى.
تم إيجاد مقتطفات من أناجيل أولية غير كنسية ضمن النصوص المسيحية في أوكسيرينخوس، أوكسيرينخوس 1840( القرن الثاثل بعد الميلاد ) وأوكسيرينخوس 1224( القرن الرابع بعد الميلاد ). حافظت نصوص أخرى في أوكسيرينخوس على أجزاء من متى 1 ( القرن الثالث: صفحة 2 وصفحة 104 )، 11-12و19 ( القرن الثالث وحتى القرن الرابع: صفحة 2384، 2385 )؛ مارك 10-11 ( القرن الخامس وحتى القرن السادس: صفحة 3 )؛ يوحنا 1، و20 ( القرن الثالث: صفحة 208 )، رمانس 1 ( القرن الرابع: صفحة 209 )؛ رسالة يوحنا الأولى لبولس الرسول ( القرن الثالث بعد الميلاد: صفحة 655 )؛ راعى هيرماس ( القرن الثالث أو الرابع: صفحة 404 )، وعمل إيريناوس، ( القرن الثالث: صفحة 405 ). هناك أيضاً أجزاء كثيرة من الكتب الكنسية، وكذلك العديد من التراتيل المسيحية الأولية، والصلوات، ووُجِدَت رسائل أيضاً بينهم.
يوجد جدول متاح بالمحتويات، مرتبة باختصار لنوع محتويات كل بردية أو مقتطفة.

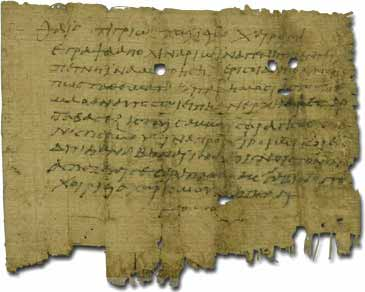
رسالة خاصة باللغة الإغريقية مكتوبة على البردي في القرن الثاني الميلادي، عُثر عليها في أوكسيرينخوس، وقد نجمت الثقوب الموجودة في الوثيقة عن عبث العثة.

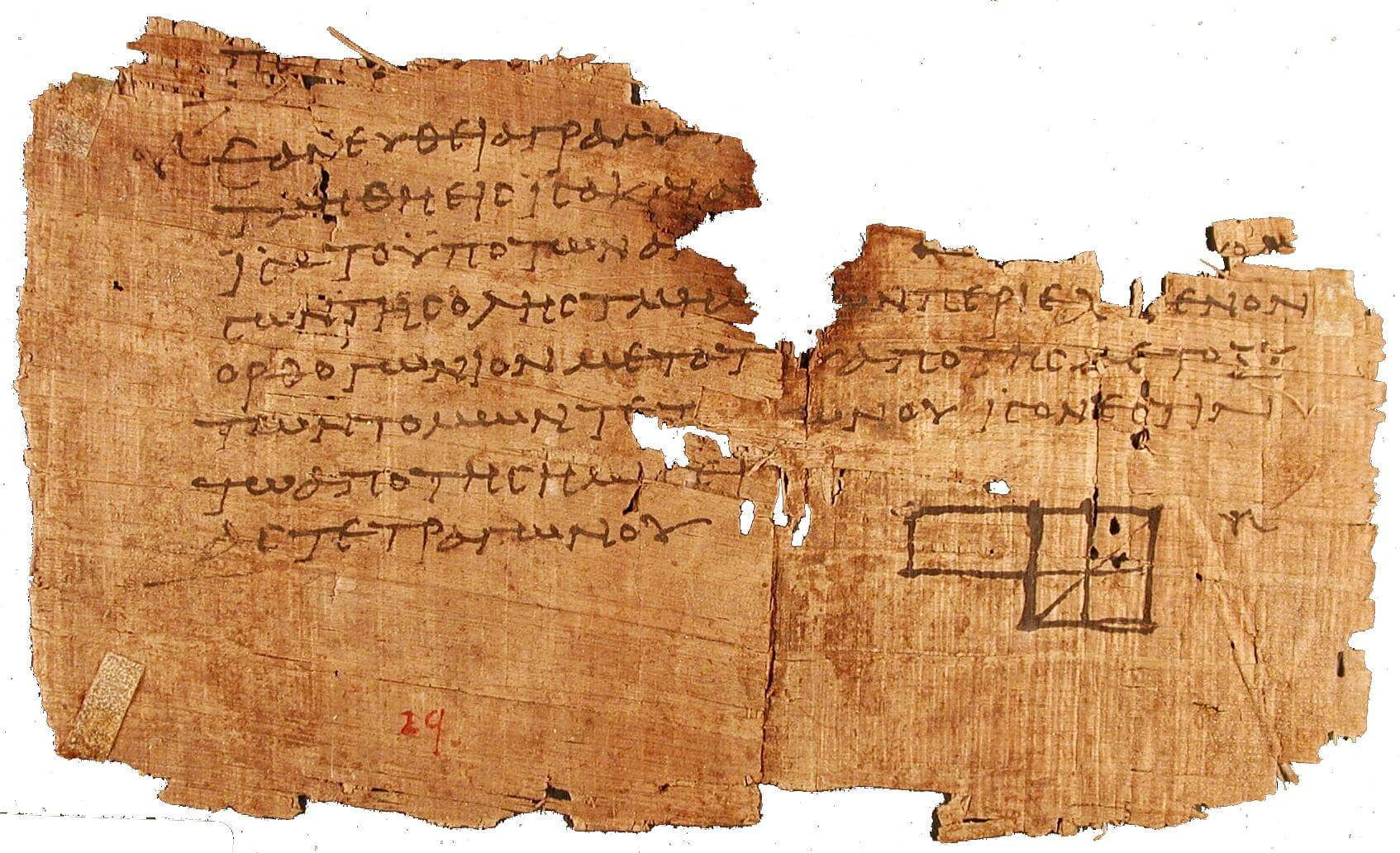
Another Oxyrhynchus papyrus, dated 75–125 A.D. It describes one of the oldest diagrams of Euclid's Elements.

## مشروع المدينة اليوم
منذ عام 1930، استمر العمل على ورق البردى. كانت العشرون سنة الماضية، تحت إشراف الأستاذ بيتر بارسونز من أوكسفورد. وقد تم نشر 75 مجلد من برديات أوكسيرينخوس،  وأصبحت هذه البرديات مصدر أساسى لدراسة مصر بين القرن الرابع قبل الميلاد والقرن السابع بعد الميلاد. وهم أيضاً مهمين جداً لتاريخ بدايات الكنيسة المسيحية ، حيث وجدت العديد من الوثائق المسيحية في أوكسيرينخوس في إصدارات سابقة بكثير من تلك المعروفة في أي مكان آخر. ومن المتوقع نشر 40 مجلد آخر على الأقل.
لقد تحول تركيز الانتباه على أوكسيرينخوس منذ أيام جرنفل وهانت. وبدأ علماء الآثار الجديد أقل اهتماماً باكتشاف مسرحيات اسخيليوس الضائعة، على الرغم من أن البعض مازال يحفر آملاً في تعلم الحياة الاجتماعية، والاقتصادية، والسياسية في العالم القديم. لقد جعل هذا التحول أوكسيرينخوس ليست بالاعتيادية، وهامة أكثر، وذلك حيث أن كثير من وثائقها المحفوظة يجعلهم ذو قيمة أكبر للباحثين الجدد في التاريخ الاجتماعى. يعتمد كثير من الأعمال القائمة على التاريخ المصرى والرومانى الاجتماعى و تاريخ المسيحية، على وثائق من أوكسيرينخوس.
في عام 1966، كان نشر ورق البردى متبنى بشكل رسمى كمشروع بحث ضخم للأكاديمية البريطانية، ونجحت من خلال جامعة أوكسفورد، بالتعاون مع جامعة كلية لندن، والتي رأسَها بارسونز. أما رئيس المشروع فهو الباحث والمدير دكتور نيكولاس جوينز. قدمت الأكاديمية التمويل حتى عام 1999، ثم تمتع المشروع بمنحة من مجلس الآداب والعلوم الإنسانية، والتي استمر تمويلها حتى عام 2005. أما اليوم فتقطن 100000 مقتطف من ورق البردى بمكتبة ساكلر، اوكسفورد، بفهارسها، وأرشيفاتها، وسجلاتها الفوتوغرافية، بل تعد أكبر كنز من المخطوطات الكلاسيكية في العالم. وحُفِظَت حوالى 2000 قطعة في فتارين زجاجية وتم حفظ الباقى في 800 صندوق.
إن تركيز المشروع بالأساس الآن على نشر هذا الأرشيف الهائل من المواد: قد تم ترجمة 4.700 قطعة بحلول عام 2003، وحُرِّرَت، ونُشِرَت. ويستمر النشر بمعدل حوالى مجلداً واحداً جديداً كل عام. وكل مجلد يتحوى على مجموعة مختارة من المواد، تغطى نطاف واسع من المواضيع. ويتضمن المحررون كبار مالهنيين، وأيضا طلاب يدرسون علم البرديات كمادة لدراسة الدكتوراه أو كدراسة لغير الخريجين. تلك المجلدات الأخيرة تقدم مقتطفات أولية من الاناجيل وكتاب الوحى، وشهادات أولية على نصوص أبولونيوس روديوس، أريستوفانيس، ديموس، ويوريبيديز، ونصوص سابقة غير معروفة لسيمويندس، وميناندر والإبيجراماتيست نيكارخوس. وتم تغطية مواضيع أخرى تتضمن عينات من الموسيقى الإغريقية ووثائق متعلقة بالسحر والتنجيم.
كما يوجد أيضاً مشروع متضامن مع جامعة بريغهام يونغ، مستخدمين تكنولوجيا التصوير متعدد الأطياف والتي قد كانت ناجحة جداً في إعادة اكتشاف كتابات سابقة غير مقروءة. تم التقاط الكثير من الصور بالتصوير متعدد الأطياف لبرديات غير مقروءة مستخدمين مرشحات مختلفة بدقة لالتقاط موجات معينة من الضوء. وهكذا، يمكن للباحثين اكتشاف جزء الطيف الأمثل لتمييز الحبر من الورق لكى يعرضوا مدى كونها بردية غير مقروءة بالكامل أو خلاف ذلك. ومقدار النص أساساً ضخم مع إمكانية فك رموز هذه التكنولوجيا. وقُدِّمَت مجموعة مختارة من الصور التي تم الحصول عليها أثناء تنفيذ المشروع والمزيد من المعلومات حول آخر الاكتشافات على الموقع الإلكترونى للمشروع.
في 21 يونيو 2005، نشر الملحق الأدبي للتايمز، نص لقصيدة لسافو  مع ترجمتها والتي أعيد كتابتها حديثاً، مع مناقشة هامة لمارتن لـ ويست. تم نشر جزء من هذه القصيدة لأول مرة عام 1922 من بردية من مدينة أوكسيرينخوس رقم 1787 ( مقتطفة 1 ). وقد وُجِدَت باقى القصيدة على بردية تم الاحتفاظ بها في جامعة كولونيا.